# 1989년 런던 영화 비평가 협회상
제10회 런던 영화 비평가 협회상의 시상식에 관한 내용이다.

## 수상 및 후보

### 작품상
- 디스턴트 보이스 스틸 리브스

### 외국어영화상
- 굿바이 칠드런

### 감독상
- 디스턴트 보이스 스틸 리브스 - TERENCE DAVIES 수상

### 작가상
- 위험한 관계 - 크리스토퍼 햄튼 수상

### 남우주연상
- 나의 왼발 - 다니엘 데이 루이스 수상

### 특별상
- 찰스 크릭톤 수상